# Lista över fornlämningar i Pajala kommun
Lista över fornlämningar i Pajala kommun är en förteckning av ett urval av de fornlämningar som finns i Pajala kommun.

## Korpilombolo
| Namn               | Lämningstyp | Tillkomsttid | Historisk indelning      | Plats | Läge                 | ID-nr          | Bild                                 |
| ------------------ | ----------- | ------------ | ------------------------ | ----- | -------------------- | -------------- | ------------------------------------ |
| Korpilombolo 280:1 | Fiskeläge   |              | Korpilombolo, Norrbotten |       | 66.904466, 23.152209 | 10018002800001 | Ladda upp en bild av detta fornminne |

## Pajala
| Namn                                   | Lämningstyp                          | Tillkomsttid | Historisk indelning | Plats | Läge                 | ID-nr          | Bild                                      |
| -------------------------------------- | ------------------------------------ | ------------ | ------------------- | ----- | -------------------- | -------------- | ----------------------------------------- |
| Akamella (Pajala 2:1)                  | Begravningsplats                     |              | Pajala, Norrbotten  |       | 67.998804, 23.531551 | 10018800020001 | Ladda upp en bild av detta fornminne      |
| Seitakivi (Pajala 7:1)                 | Ristning, medeltid/historisk tid     |              | Pajala, Norrbotten  |       | 67.952661, 23.570363 | 10018800070001 | Ladda upp en till bild av detta fornminne |
| Pajala 14:1                            | Kyrkstad                             |              | Pajala, Norrbotten  |       | 67.192192, 23.481941 | 10018800140001 | Ladda upp en bild av detta fornminne      |
| Pajala 14:1                            | Kyrkstad                             |              | Pajala, Norrbotten  |       | 67.192192, 23.481941 | 10018800140001 | Ladda upp en bild av detta fornminne      |
| Kengis bruk (Pajala 15:1)              | Hammare/smedja                       |              | Pajala, Norrbotten  |       | 67.19132, 23.50868   | 10018800150001 | Ladda upp en bild av detta fornminne      |
| Manganiemi (Pajala 16:1)               | Begravningsplats                     |              | Pajala, Norrbotten  |       | 67.20831, 23.40183   | 10018800160001 | Ladda upp en bild av detta fornminne      |
| Laestadi gamla prästgård (Pajala 29:1) | Husgrund, historisk tid              |              | Pajala, Norrbotten  |       | 67.192696, 23.483631 | 10018800290001 | Ladda upp en bild av detta fornminne      |
| Laestadi gamla prästgård (Pajala 29:2) | Husgrund, historisk tid              |              | Pajala, Norrbotten  |       | 67.192838, 23.483138 | 10018800290002 | Ladda upp en bild av detta fornminne      |
| Vinsastenen (Pajala 90:1)              | Naturföremål/-bildning med tradition |              | Pajala, Norrbotten  |       | 67.38693, 22.94531   | 10018800900001 | Ladda upp en bild av detta fornminne      |
| Pajala 106:1                           | Lägenhetsbebyggelse                  |              | Pajala, Norrbotten  |       | 67.386558, 23.664814 | 10018801060001 | Ladda upp en bild av detta fornminne      |
| Kenttäniemi (Pajala 306:1)             | Fiskeläge                            |              | Pajala, Norrbotten  |       | 67.032581, 23.469233 | 10018803060001 | Ladda upp en bild av detta fornminne      |
| Pajala 616:1                           | Kvarn                                |              | Pajala, Norrbotten  |       | 67.193380, 23.497316 | 10018806160001 | Ladda upp en bild av detta fornminne      |

## Tärendö
| Namn          | Lämningstyp                      | Tillkomsttid | Historisk indelning | Plats | Läge                 | ID-nr          | Bild                                 |
| ------------- | -------------------------------- | ------------ | ------------------- | ----- | -------------------- | -------------- | ------------------------------------ |
| Tärendö 155:1 | Ristning, medeltid/historisk tid |              | Tärendö, Norrbotten |       | 67.295619, 21.981921 | 10019101550001 | Ladda upp en bild av detta fornminne |